# Kulturní dezintegrace
Kulturní dezintegrace je typ sociokulturní změny, při níž probíhá úpadek kultury. Nastává zánik dosavadní společenské organizace a kulturních institucí, protože společnost se přestává identifikovat s doposud uznávanými hodnotami.

## Proces sociokulturní změny
Sociokulturní změna je přirozený proces v každé společnosti. Proces kulturní proměny nemá stále stejnou rychlost, ale má tendenci ji neustále zvyšovat.
Dva základní faktory podporují sociokulturní změny ve společnosti:
- přirozený a kontinuální vývoj lidské společnosti z vnitřních příčin (endogenní proces)
- migrace obyvatelstva a kulturní difúze (exogenní proces)[2]

Charakteristika kultury se utváří přijímáním a vylučováním kulturních vzorů, přičemž každý z nich musí projít procesem sociální akceptace. Samotný pojem dezintegrace nemusí vždy znamenat úplný zánik kultury, ale může se jednat pouze o přechodnou fázi předcházející výrazné změně ve společnosti, např. revoluci.
Současně můžeme pozorovat i opačný proces, kulturní integraci, kdy dochází k uniformizaci a sjednocování kultury.

## Příčiny kulturní dezintegrace
Zdrojem sociokulturního vývoje je lidská vynalézavost a inovace.
Rozvoj komunikace, ať už ve smyslu pohybu lidí nebo předávání informací, odstartoval proces difúze - přenos kultury či jejich prvků z jedné společnosti do druhé.
Kulturní dezintegrace může nastat i za předpokladu, že se společenské třídy sobě natolik vzdálí, že se stanou odlišnými kulturami.
V industriálním a postindustriálním období byl primárním faktorem sociokulturních změn rozvoj technologií, zatímco v dnešní době můžeme za nejvýznamnější příčinu kulturní dezintegrace označit globalizaci, která propojuje společnosti a kultury celého světa za cenu stírání kulturních rozdílů. Dalšími faktory, které mají vliv na sociokulturní změny jsou demografický proces, politické organizace, společenské ideologie, náboženství a věda. Kulturní dezintegraci mohou podpořit i vleklé politické krize a reformátorská hnutí.  V neposlední řadě je to také způsob šíření a uchovávání informací.

## Následky kulturní dezintegrace
Příčinou kulturní dezintegrace přestávají lidé uznávat zažité společenské hodnoty, opouštějí své kulturní role a rozpadá se systém sociálních vztahů. Právě tyto faktory zajišťují jednotlivcům pocit společenské stability a bezpečí, jelikož z nich vyvozují vlastní chování a mohou také díky nim předpokládat chování ostatních.
Jako projev otřesu kulturních norem a vzorů můžeme ve společnosti pozorovat narůstající deviantní chování.
Zvratu kulturní dezintegrace lze docílit:
1. obnovením kulturního uspořádání
2. asimilací do nové kultury (znamená zánik původní kulturní identity)
3. vytvořením nového kulturního uspořádání[9]

### Příklad
Jako názornou ukázku z historie lze uvést rozpad společné kultury vzniklé staletým soužitím Němců a Čechů v českých zemích. Začal v polovině 19. století a skončil druhou světovou válkou.

## Úrovně dezintegrace
Kulturní dezintegrace se vyskytuje nejen jako celospolečenský jev, ale také u malých skupin a jednotlivců. Takovou malou skupinou může být rodina, jejíž tradiční formu může narušit např. výměna tradičních rolí v manželství po výrazném kariérním vzestupu jednoho z manželů nebo distance mezi rodiči a jejich potomky zapříčiněná vyšším vzděláním.
Společenská struktura má mít vliv i na integraci jednotlivce, proto se negativní dopad může projevit i na psychice jedince. V dnešních rozsáhlých společnostech se jednotlivec nemusí podřizovat jednotnému vzorci chování vyplývajícímu z jeho společenské role. Svobodný výběr sebeurčení ve společnosti umožňuje individualizaci osobnosti, ale také může způsobovat vnitřní nejistotu a zmatení vycházející z protikladnosti společenských rolí.